# Wereldkampioenschap volleybal voor clubs 2013 (vrouwen)
Het FIVB wereldkampioenschap volleybal voor clubs - 2013 (vrouwen) was de zevende editie zijn van het  FIVB Club World Championship. Het werd gehouden van 9 oktober 2013 tot en met 13 oktober 2013 in Zurich , Zwitserland

## Teams
| Team                 | Gekwalificeerd als                   |
| -------------------- | ------------------------------------ |
| Voléro Zürich        | Organisator                          |
| Guangdong Evergrande | Aziatisch kampioen                   |
| Iowa Ice             | Vertegenwoordigde club van de NORECA |
| Unilever Vôlei       | Zuid-Amerikaans kampioen             |
| Vakıfbank Istanbul   | Europees kampioen                    |
| Kenya Prisons        | Afrikaans kampioen                   |

## Groepsfase
Puntenverdeling
- bij winst met 3-0 of 3-1 :3 punten voor de winnaar ; 0 punten voor de verliezer
- bij winst met 3-2 : 2 punten voor de winnaar ; 1 punt voor de verliezer

### Groep A
|      |                      |     | Wedstrijden | Wedstrijden | Sets | Sets | Sets |
| Rank | Team                 | Pts | W           | L           | W    | L    |      |
| ---- | -------------------- | --- | ----------- | ----------- | ---- | ---- | ---- |
| 1    | Voléro Zürich        | 6   | 2           | 0           | 6    | 1    |      |
| 2    | Guangdong Evergrande | 3   | 1           | 1           | 4    | 3    |      |
| 3    | Kenya Prisons        | 0   | 0           | 2           | 0    | 6    |      |

| Datum  |                      | Score |                      | Set 1 | Set 2 | Set 3 | Set 4 | Set 5 | Totaal |
| ------ | -------------------- | ----- | -------------------- | ----- | ----- | ----- | ----- | ----- | ------ |
| 9 okt  | Guangdong Evergrande | 3-0   | Kenya Prisons        | 25-14 | 25-11 | 25-13 |       |       | 75-38  |
| 10 okt | Voléro Zürich        | 3-1   | Guangdong Evergrande | 26-24 | 25-21 | 29-31 | 25-21 |       | 105-97 |
| 11 okt | Voléro Zürich        | 3-0   | Kenya Prisons        | 25-17 | 25-13 | 25-6  |       |       | 75-36  |

### Groep B
|      |                    |     | Wedstrijden | Wedstrijden | Sets | Sets | Sets |
| Rank | Team               | Pts | W           | L           | W    | L    |      |
| ---- | ------------------ | --- | ----------- | ----------- | ---- | ---- | ---- |
| 1    | Vakıfbank Istanbul | 6   | 2           | 0           | 6    | 1    |      |
| 2    | Unilever Vôlei     | 3   | 1           | 1           | 4    | 3    |      |
| 3    | Iowa Ice           | 0   | 0           | 2           | 0    | 6    |      |

| Datum  |                    | Score |                    | Set 1 | Set 2 | Set 3 | Set 4 | Set 5 | Totaal |
| ------ | ------------------ | ----- | ------------------ | ----- | ----- | ----- | ----- | ----- | ------ |
| 9 okt  | Unilever Vôlei     | 3-0   | Iowa Ice           | 25-14 | 25-16 | 25-22 |       |       | 75-52  |
| 10 okt | Vakıfbank Istanbul | 3-0   | Iowa Ice           | 25-16 | 25-12 | 25-17 |       |       | 75-45  |
| 11 okt | Unilever Vôlei     | 1-3   | Vakıfbank Istanbul | 20-25 | 18-25 | 25-21 | 18-25 |       | 81-96  |

## Eindronde

### Halve finales
| Datum  |                    | Score |                      | Set 1 | Set 2 | Set 3 | Set 4 | Set 5 | Totaal |
| ------ | ------------------ | ----- | -------------------- | ----- | ----- | ----- | ----- | ----- | ------ |
| 12 okt | Vakıfbank Istanbul | 3-0   | Guangdong Evergrande | 28-26 | 25-15 | 25-20 |       |       | 78-61  |
| 12 okt | Voléro Zürich      | 0-3   | Unilever Vôlei       | 23-25 | 20-25 | 16-25 |       |       | 59-75  |

### Kleine finale
| Datum  |               | Score |                      | Set 1 | Set 2 | Set 3 | Set 4 | Set 5 | Totaal |
| ------ | ------------- | ----- | -------------------- | ----- | ----- | ----- | ----- | ----- | ------ |
| 13 okt | Voléro Zürich | 1-3   | Guangdong Evergrande | 26-24 | 23-25 | 18-25 | 21-25 |       | 88-99  |

### Finale
| Datum  |                | Score |                    | Set 1 | Set 2 | Set 3 | Set 4 | Set 5 | Totaal |
| ------ | -------------- | ----- | ------------------ | ----- | ----- | ----- | ----- | ----- | ------ |
| 13 okt | Unilever Vôlei | 0-3   | Vakıfbank Istanbul | 23-25 | 25-27 | 16-25 |       |       | 64-77  |

## Eindstand
| Rank   | Team                 |
| ------ | -------------------- |
| Goud   | Vakıfbank Istanbul   |
| Zilver | Unilever Vôlei       |
| Brons  | Guangdong Evergrande |
| 4      | Voléro Zürich        |
| 5      | Iowa Ice             |
| 5      | Kenya Prisons        |